# Sci alpino ai I Giochi olimpici giovanili invernali - Supergigante femminile
La gara del supergigante ragazze di sci alpino ai I Giochi olimpici giovanili invernali di Innsbruck 2012 si è tenuta sulla pista della Patscherkofel il 14 gennaio. Hanno preso parte a questa gara 47 atlete in rappresentanza di 37 nazioni.

## Risultato
| Pos. | Pett. | Atleta                      | Nazione       | Tempo   | Distacco |
| ---- | ----- | --------------------------- | ------------- | ------- | -------- |
|      | 9     | Estelle Alphand             | Francia       | 1'05"78 |          |
|      | 15    | Nora Grieg Christensen      | Norvegia      | 1'05"79 | +0"01    |
|      | 4     | Christina Ager              | Austria       | 1'06"06 | +0"28    |
| 4    | 2     | Clara Direz                 | Francia       | 1'06"09 | +0"31    |
| 5    | 6     | Martina Rettenwender        | Austria       | 1'06"10 | +0"32    |
| 6    | 5     | Magdalena Fjällström        | Svezia        | 1'06"23 | +0"45    |
| 7    | 10    | Greta Small                 | Australia     | 1'06"52 | +0"74    |
| 8    | 12    | Veronica Olivieri           | Italia        | 1'06"59 | +0"81    |
| 9    | 22    | Petra Vlhová                | Slovacchia    | 1'06"86 | +1"08    |
| 10   | 3     | Luana Flütsch               | Svizzera      | 1'06"99 | +1"21    |
| 11   | 16    | Mikaela Tommy               | Canada        | 1'07"06 | +1"28    |
| 12   | 32    | Saša Tršinski               | Croazia       | 1'07"07 | +1"29    |
| 13   | 18    | Adriana Jelínková           | Paesi Bassi   | 1'07"22 | +1"44    |
| 14   | 1     | Ekaterina Tkačenko          | Russia        | 1'07"39 | +1"61    |
| 15   | 34    | Jenny Reinold               | Germania      | 1'07"42 | +1"64    |
| 16   | 24    | Sara Ramentol               | Andorra       | 1'07"96 | +2"18    |
| 17   | 11    | Piera Hudson                | Nuova Zelanda | 1'08"06 | +2"28    |
| 18   | 23    | Dominika Drozdíková         | Rep. Ceca     | 1'08"47 | +2"69    |
| 19   | 21    | Ona Rocamora                | Spagna        | 1'09"39 | +3"21    |
| 20   | 27    | Claudia Seidl               | Slovenia      | 1'10"32 | +4"14    |
| 21   | 36    | Olivia Schoultz             | Finlandia     | 1'10"27 | +4"49    |
| 22   | 35    | Delfina Constantini         | Argentina     | 1'10"50 | +4"72    |
| 23   | 31    | Kayo Denda                  | Giappone      | 1'10"77 | +4"99    |
| 24   | 25    | Rachelle Rogers             | Regno Unito   | 1'11"05 | +5"27    |
| 25   | 37    | Aleksandra Popova           | Bulgaria      | 1'11"92 | +6"14    |
| 26   | 30    | Anastasija Horbunova        | Ucraina       | 1'12"53 | +6"75    |
| 27   | 39    | Agnese Āboltiņa             | Lettonia      | 1'13"14 | +7"36    |
| 28   | 29    | Jo Eun-Hwa                  | Corea del Sud | 1'14"25 | +8"07    |
| 29   | 40    | Zsuzsanna Ury               | Ungheria      | 1'14"36 | +8"58    |
| 30   | 44    | Dila Kavur                  | Turchia       | 1'20"46 | +14"68   |
| 31   | 43    | Celine Kairouz              | Libano        | 1'26"19 | +20"01   |
| 32   | 45    | Hadis Ahmadi                | Iran          | 1'28"41 | +22"63   |
| DNS  | 41    | Anastasia Gkogkou           | Grecia        |         |          |
| DNF  | 7     | Jasmina Suter               | Svizzera      |         |          |
| DNF  | 8     | Saša Brezovnik              | Slovenia      |         |          |
| DNF  | 13    | Jasmine Fiorano             | Italia        |         |          |
| DNF  | 14    | Mina Fürst Holtmann         | Norvegia      |         |          |
| DNF  | 17    | Alisa Krauss                | Germania      |         |          |
| DNF  | 19    | Julia Mueller-Ristine       | Stati Uniti   |         |          |
| DNF  | 20    | Helga María Vilhjálmsdóttir | Islanda       |         |          |
| DNF  | 26    | Triin Tobi                  | Estonia       |         |          |
| DNF  | 28    | Julie Faarup                | Danimarca     |         |          |
| DNF  | 33    | Roni Remme                  | Canada        |         |          |
| DSQ  | 38    | Katarzyna Wąsek             | Polonia       |         |          |
| DSQ  | 42    | Mariya Grigorova            | Kazakistan    |         |          |

Ora locale: 10:30

Partenza: 1461 m, arrivo: 1020 m

Tracciatore: Markus Waldner, 38 porte
Legenda:
- Pos. = posizione
- Pett. = pettorale
- DNS = non partita
- DNF = prova non completata
- DSQ = squalificata